# Pasaż Apollo w Poznaniu
Pasaż Apollo w Poznaniu – zabytkowy ciąg pieszy w Poznaniu, łączący ulice Ratajczaka i Piekary w centrum miasta (Osiedle Stare Miasto).

## Historia
Pasaż jest historycznym ciągiem handlowo-rozrywkowym, którego początki sięgają roku 1846, kiedy to kupiec Conrad Lambert otworzył tu popularny ogródek rozrywkowy „Odeon”. W kolejnych latach (1859, 1874, 1898 i 1912) założenie było rozbudowywane, z uwagi na duży popyt wśród poznaniaków na tzw. établissements – ogródki piwno-rozrywkowe (np. Willa Flora). „Odeon” zlokalizowany był bardzo blisko centrum miasta, co dawało mu dodatkowe atuty (większość tego rodzaju przybytków funkcjonowało na Jeżycach lub przy Drodze Dębińskiej). Można tu było zarówno biesiadować, jak i uczestniczyć w potańcówkach, przedstawieniach teatralnych (w zbudowanej muszli koncertowej), a później i w projekcjach filmowych.
Po I wojnie światowej zarząd nad całością objęli Polacy – Józef Czepczyński i Jan Łuczak. To ich zasługą było pobudowanie nowoczesnego kina „Apollo”, funkcjonującego do dziś. 26 września 1926 odbyły się tu poznańskie uroczystości ku czci zmarłego Rudolfa Valentino. 21 lutego 1930 wyświetlono tu pierwszy w Poznaniu film dźwiękowy – był to Upadły anioł z kreacją Gary’ego Coopera (pierwszym po II wojnie wyświetlonym tu filmem był radziecki film O szóstej rano po wojnie, a premiera odbyła się 7 lipca 1945).
W okresie międzywojennym działał tu elegancki „Palais de Danse” – uznawany za najwytworniejszy lokal kabaretowy w Polsce tego czasu. Odbywały się tu dancingi, pokazy kabaretów i imprezy taneczne. Seledynowy coctail-bar serwował drinki, a sprawy osobiste załatwiać można było w zaciszu specjalnych gabinetów towarzyskich. Na zewnątrz znajdowała się muszla koncertowa, stoliki i fontanna. Lokal zatrudniał w tym czasie 60 osób.
20 września 1939 (dziesięć dni po rozpoczęciu okupacji niemieckiej) w miejscowej Pracowni Haftu Artystycznego Stefanii Perskiej odbyło się pierwsze w Poznaniu konspiracyjne zebranie podziemia antynazistowskiego. Wzięli w nim udział m.in.: Cyryl Ratajski, Adolf Rafał Bniński, Adam Poszwiński i Stanisław Marciniak.
Pierwszą restauracją otwartą tutaj po zakończeniu II wojny światowej był lokal w podziemiach kina Apollo prowadzony przez Ludwika Gbiorczyka (od 16 czerwca 1945).

## Pasaż Apollo dzisiaj
Obecny wygląd Pasażowi nadał Adam Ballenstaedt w 1920, przy współudziale rzeźbiarza Mieczysława Lubelskiego i autora polichromii kina – Ignacego Wrembla. W 1927 otwarto przy uliczce kolejne kino – „Metropolis” (na 900 widzów, zniszczone w 1945). Był tu też hotel i łaźnia.
Obecnie Pasaż wykorzystywany jest zgodnie z przeznaczeniem, po remoncie w początkach XXI wieku. Oprócz kina funkcjonują tutaj restauracje z kuchnią egzotyczną oraz niszowe sklepy, przede wszystkim z ozdobami i profesjonalna księgarnia kartograficzna. W bezpośrednim sąsiedztwie Pasażu znajdują się wieżowce na Piekarach.

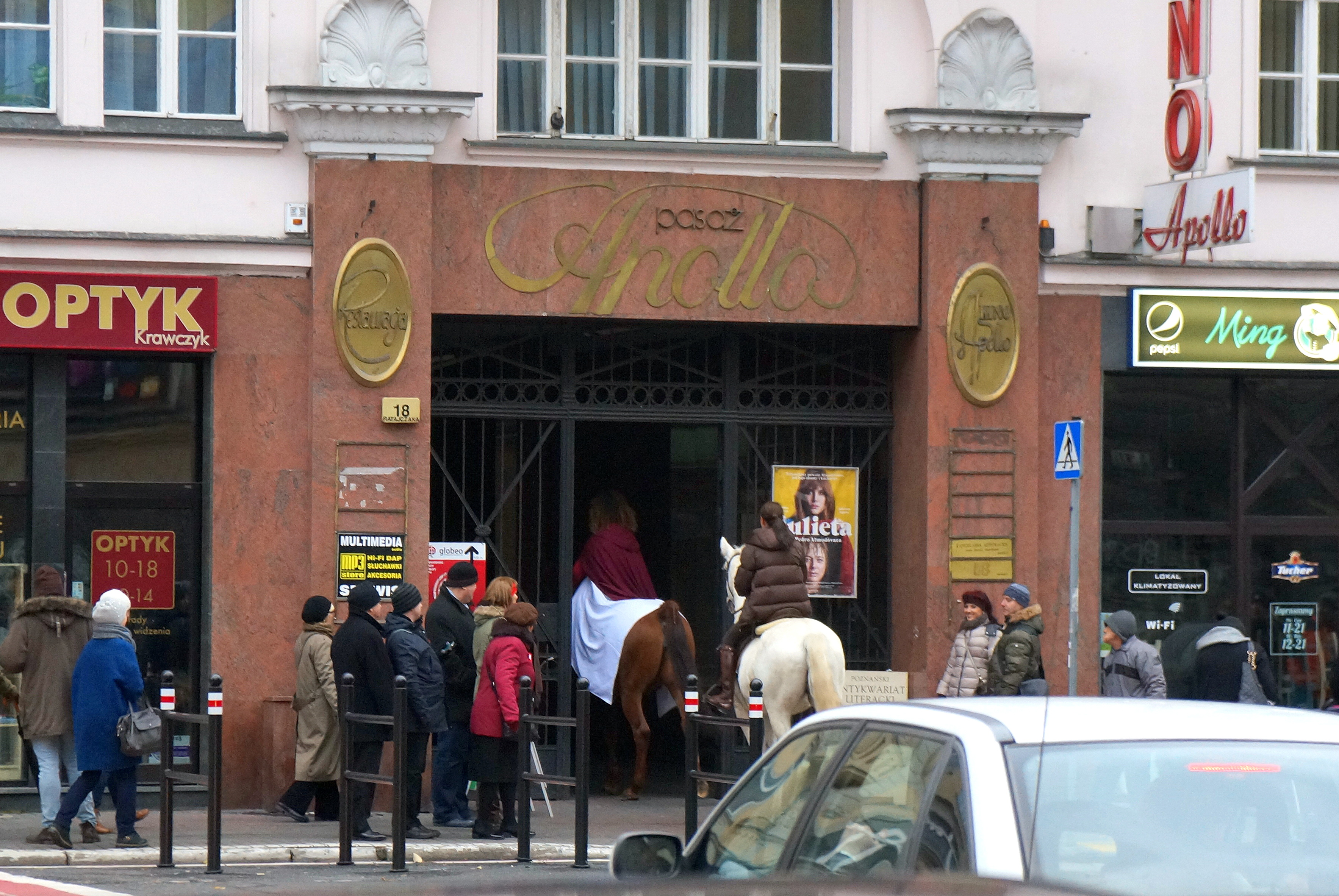
Wejście do pasażu - ul. Ratajczaka 18
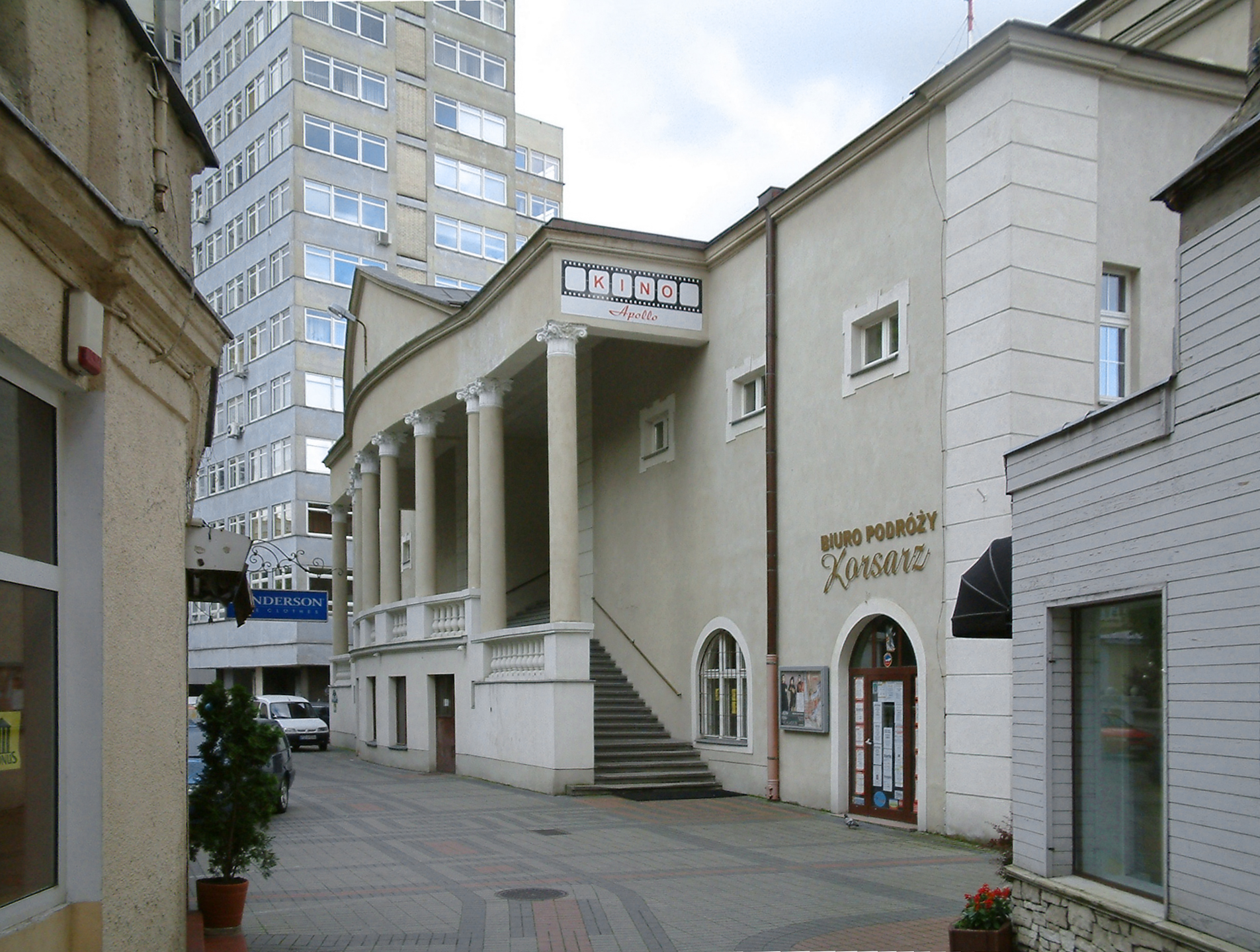
Fragment pasażu – kino „Apollo” (w tle punktowce Piekary)
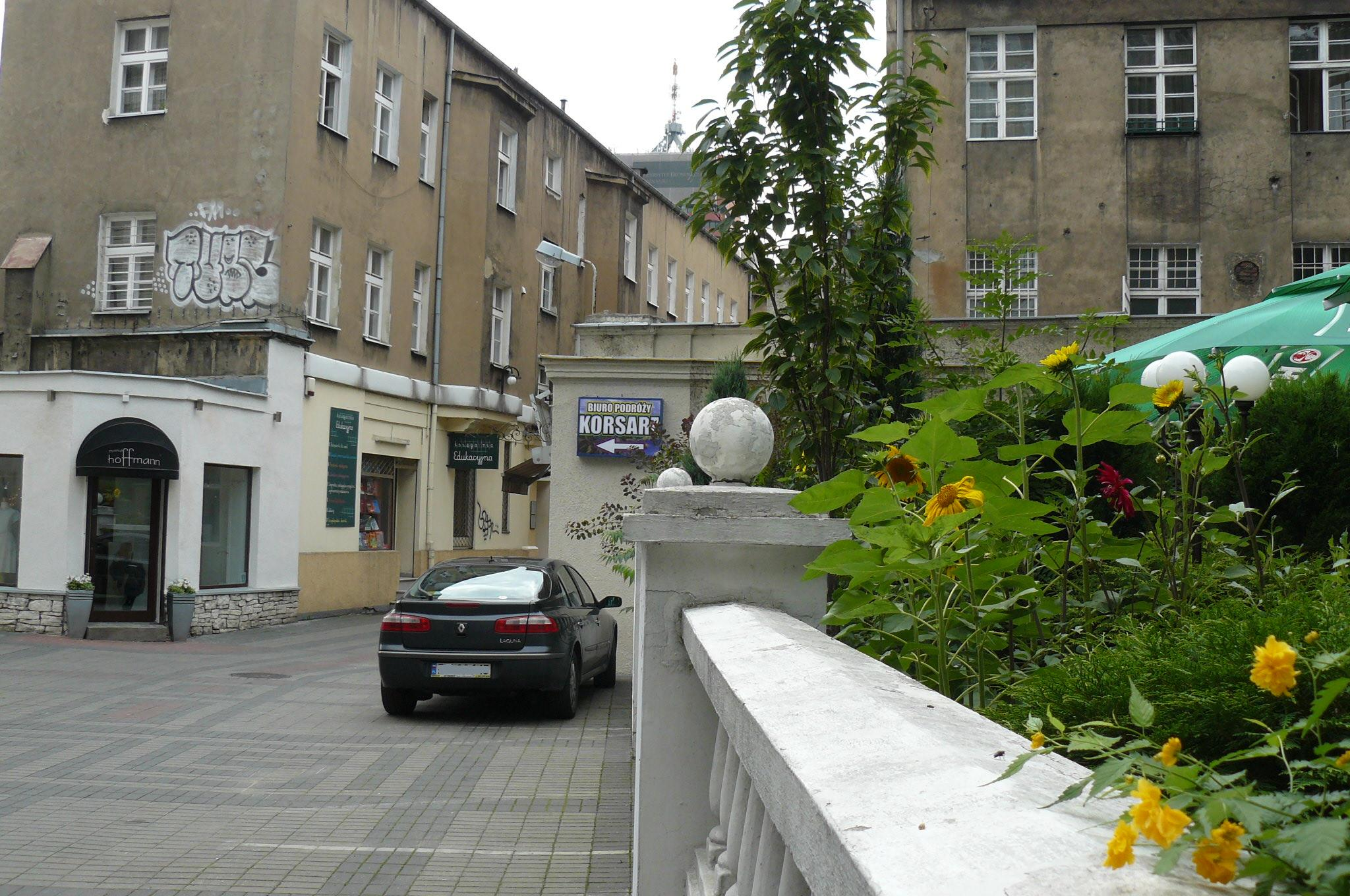
Widok od wschodu – po prawej ogródek
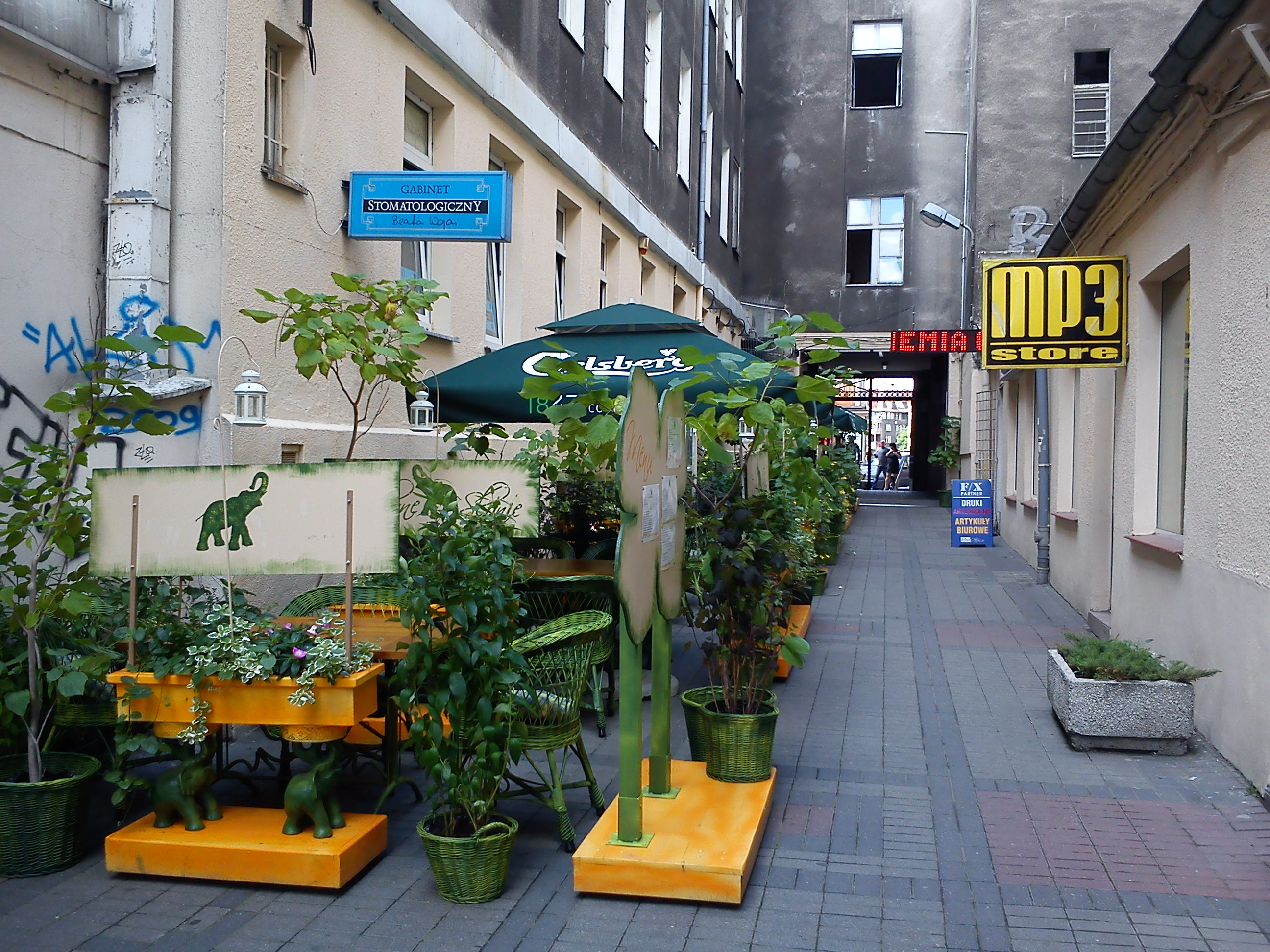
Restauracje w sezonie letnim

Przy pasażu znajduje się budynek kina Apollo z 1874, przebudowany w 1898, 1912 i 1920, odbudowany w 1945, a także ogród restauracyjny z muszlą koncertową i kręgiem tanecznym.

## Dojazd
Dojazd zapewniają tramwaje linii 2, 3, 5, 9, 13 i 16 do przystanku Marcinkowskiego. Stąd konieczne około dwustumetrowe dojście.